# Posada de Marie Henry
La llamada Posada de Marie Henry o Cantina de la Playa o Casa-Museo de Pouldu (en francés Auberge de Marie Henry o Buvette de la Plage o Maison-Musée du Pouldu) es la reconstitución de la pensión atendida por Marie Henry, muy cerca del edificio original donde se instalaron Paul Gauguin y sus amigos a partir de 1889.

## Historia
En 1881, Henry Moret concretó su primera estancia en Pouldu (zona de la desembocadura y el delta del río Laïta).
Después de haber dejado orden de exponer sus obras entre junio y octubre de 1889, en el Café Volpini de París, Paul Gauguin y sus amigos entraron en Bretaña hacia finales de mayo de ese año de 1889 y, después de haber pasado las primeras semanas en la Pensión Gloanec, decidieron instalarse a finales de junio de 1889 en Pouldu, por el período de vacaciones.
A principios de septiembre de 1889, Gauguin fue a Pont-Aven, mientras que Henry Moret se instaló también en septiembre pero en el llamado Bas-Pouldu (o sea en la zona baja de Pouldu), donde permaneció hasta finales de 1892.
Pero fue el 2 de octubre de 1889, que Paul Gauguin dejó definitivamente la Pensión Gloanec, para instalarse en la Buvette de la Plage, en Pouldu, comuna de Clohars-Carnoët, en el Finisterre, acompañado de Paul Sérusier y de Meijer de Haan. La patrona del lugar se llamaba Marie Henry (1859-1945), a quien los visitantes rápidamente bautizaron  Marie Poupée debido a su belleza.
Yannick Doyen (galerista de Vannes y especialista en la escuela de Pont-Aven) describió a esta mujer como «Una guapa morena ligeramente carnosa, de carne rosada, natural de esta zona de Bretaña, famosa por la belleza de sus mujeres y su piedad». («Une jolie brune un peu pulpeuse, à la chair rose, native de ce coin de Bretagne, réputé pour la beauté de ses femmes et pour leur piété »).
Por su parte, Charles Filiger no tardó en reunirse con el grupo a mitad de noviembre de 1889, y también André Gide pasó algunos días en el lugar hacia finales del mes de octubre del citado año.
Hacia mediados de noviembre de 1889, Paul Gauguin y Meijer de Haan decoraron con pinturas el comedor del albergue; Gauguin pintó allí l'Oie – debajo de la puerta– así como La Fileuse; y por su parte De Haan pintó Les Teilleuses de lin. Ambos pintores rivalizaban por agradar a la hija de diez años de la posadera, así como a la propia posadera. Pero finalmente fue De Haan, «un ser menudo, raquítico, mal conformado, miserable, casi achacoso» quien se convirtió en amante de la atractiva dueña de la casa. En efecto, Marie Poupée detestaba a Gauguin, y tal vez eso fue lo que la impulsó a aceptar al otro pintor, pero asimismo posteriormente guardó los 25 cuadros que el citado en primer término le dejó como pago de su deuda de 300 francos.
Téngase en cuenta que naturalmente Gauguin estaba celoso de su amigo De Haan, cuando supo que éste había logrado seducir a Marie Henry. La posadera ya era madre soltera de la pequeña Marie-Léa, a quien decían Mimi, pero igual quedó embarazada del pintor Meijer de Haan. Fue ese mismo año de 1890 que pintó Mère à l'enfant o Maternité , cuadro que la posadera conservó cerca de ella toda la vida.
André Cariou dijo del asunto: «Era madre soltera en tierra bretona muy católica. Inteligente y bastante audaz, manejaba sola su comercio, e hizo construir su casa».
De Haan jamás vio a su hija nacida en junio de 1891, a quien llamaron Ida, ya que abandonó Pouldu, dejando a Marie unos cincuenta cuadros suyos, puesto que tampoco podía pagar la pensión tras el cese de la ayuda financiera que recibía de su familia.
Por su parte, Paul Sérusier pasó en el lugar todo el verano de 1890, y Henry Moret también se reunió con el grupo de amigos en 1890, donde pasó la mayor parte del año.
Gauguin volvió brevemente a París el 7 de febrero de 1890, con el dinero que le envió Schuffenecker, pero regresó a Pouldu a principios de junio, para de nuevo partir el 8 de noviembre de 1890, aunque seguramente ya tenía la idea de viajar. En efecto, Gauguin dejó definitivamente Pouldu y partió para Tahití en abril de 1891.
Maxime Maufra por su parte arribó a Pouldu el 9 de noviembre de 1889, quedándose en el lugar la mayor parte del año siguiente.
Desde finales de junio a principios de agosto de 1892, Jan Verkade estuvo en Pouldu en compañía de Filiger; luego, a finales de agosto de 1892 llegó Wladyslaw Slewinski.
Marie Henry puso su negocio en alquiler, y se llevó todas las obras que pudo, cuadros y esculturas, dejadas por los artistas en pago de sus respectivas estancias en el albergue. Charles Filiger recibió oportunamente dinero de La Rochefoucauld, y sin problemas pudo quedarse en Pouldu hasta 1900. En 1894, Gauguin volvió de nuevo a la posada, pues había perdido el proceso intentado contra Marie Henry, quien no quería devolverle los cuadros, por motivo de que: «en materia de bienes-mueble, la posesión vale como título»; el pintor igualmente perdió el proceso contra Concarneau. Y como consecuencia de esos avatares, volvió a París, para luego marcharse definitivamente hacia las islas del Pacífico que tanto le atraían.
El pintor Meijer de Haan falleció en 1895.
En 1924, Marie Henry dejó Kerfany, y fue a retirarse a la Costa Azul. La mujer puso en venta una parte de su colección de pinturas en el hotel Drouot, conservando el resto para sus dos hijas, y también conservando para sí el cuadro Maternité de De Haan. Fue ese mismo año de 1924, que en la posada se descubrieron los frescos de dos pinturas, tapadas por papel pintado, de las cuales Maurice Gournier hizo fotografías.
Precisamente en esa década de los años 1920, la Buvette de la Plage  pasó a ser el Café de la Plage. Marie Henry falleció durante el bombardeo de Tolón en 1942. Su hija Ida se hizo institutriz, se casó con un colega, y fue madre de cinco hijos, pero conservó los cuadros de su padre hasta 1959.

## Reconstitución
La Casa-museo de Pouldu es la reconstitución histórica de la Buvette de la Plage iniciada en 1989 en una casa vecina, construida con la misma disposición, y a apenas unos metros de su ubicación original. Las habitaciones fueron cuidadosamente planificadas para parecerse a las originales, usando además mobiliario de época.
En la planta baja se encuentra la cocina, la cantina-café, y el comedor, en el cual se reprodujeron las obras oportunamente pintadas por los artistas en los muros. En la planta alta, el cuarto de Gauguin, del lado del patio, así como la de Marie Henry, la de Meijer de Haan, y el baño, y del lado de la calle, el cuarto de Paul Sérusier. El subsuelo fue acondicionado como sala de proyección.

La casa de Marie-Henry:En los muros, sobre las mesas, imágenes de Épinal y estampas japonesas... El pintor Maufra, en sus memorias, relata así su entrada en el albergue de Marie Henry. Al respecto de esa casa se poseen varias fuentes, y algunas bastante precisas, de esa posada, en la época en la que Gauguin y sus amigos allí pernoctaron y allí cubrieron sus muros de pinturas y de imágenes. /// Sabemos sobre las lecturas de aquellos hombres, así como las revistas en las que colaboraban, y las estampas que creaban y editaban. En fin, también han llegado hasta nosotros algunos documentos fotográficos. Gracias a todo este cúmulo de informaciones, es que pudo realizarse con rigor la reconstrucción de la 'Maison Marie Henry', la cual, gracias a un fondo permanente, cada año se renueva poniendo el acento en un tema nuevo, y prosiguiendo el objetivo fijado: resaltar la obra de iniciación histórica de la llamada 'Escuela de Pont-Aven', profundizando en la importancia para el arte del 'Grupo de Pouldu', así como sus vínculos con muchos otros artistas contemporáneos, entre ellos los del grupo parisino conocido como Los Nabis; y por cierto, también algo se conoce y se puede destacar sobre las preocupaciones estéticas de esos pintores, y sus fuentes de inspiración. /// Pinturas, grabados, documentos raros o inéditos, y alrededor de un centenar de obras cuya exacta cronología sería muy difícil de precisar y de presentar en un museo, encuentran naturalmente su lugar en este entorno recreado como un "lieu de mémoire" ("lugar de memoria", "lugar de recuerdo", "lugar de peregrinaje e inspiración"). Mobiliario de época y objetos corrientes de la vida diaria de entonces, permiten a los visitantes hacerse una idea del entorno en el que aquel grupo de artistas de vanguardia desarrollaron sus actividades creativas alrededor de 1890, en aquella tranquila posada regentada por Marie-Henry.
Referencia:; Cita en el idioma original:.

## Pensionistas(lista no exhaustiva)
- Charles Filiger
- Paul Gauguin
- André Gide
- Meijer de Haan
- Charles Laval, en 1889 (en cuanto a la pintura, luego orientado hacia el simbolismo religioso)
- Maxime Maufra
- Henry Moret
- Paul Sérusier
- Wladyslaw Slewinski
- Jan Verkade

## Citas
- " El arte del maestro y de sus discípulos transformaron rápidamente, una vulgar posada en un templo de Apolo " (Armand Seguin)[11][12]

### Iconografía
- Postales (fotografías de Armand Waron en Saint-Brieuc)[1]